# Citroën C6

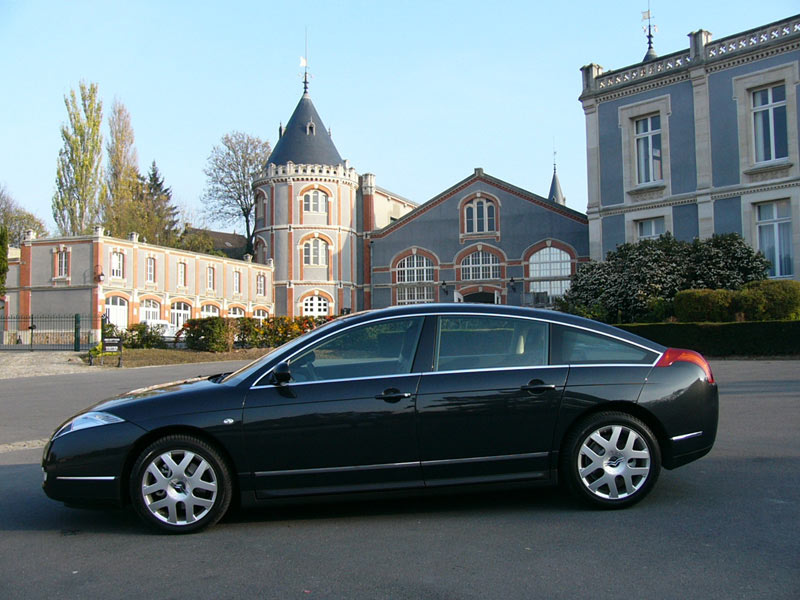
Citroën C6 - vedere laterală

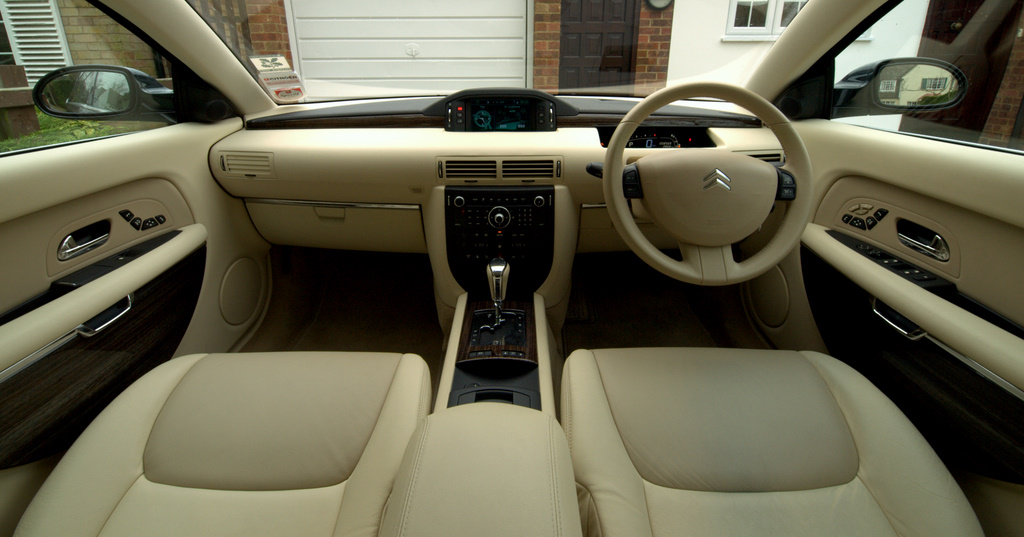
Interiorul lui Citroën C6

Citroën C6 este o mașină mare produsă de marca franceză Citroën începînd din 2006.

## Detalii generale
C6 a fost inspirat de prototipul C6 Lignage care a fost expus pentru prima dată la salonul de la Geneva în primăvara anului 1999, și diferă de concept doar în detalii minore.

## Caracteristici
C6 se dorește o alternativă cu stil la mașinile mari precum BMW 5 și Mercedes E. În ciuda formei de hatchback, mașina este un fastback. Are un portbagaj clasic și o fereastră concavă (unică printre mașinile de serie produse în prezent), la fel ca Citroën CX și unele modele Dodge din anii 1960. Pe lîngă design Citroën mai speră să atragă și prin tehnologia inovativă, care include un monitor head-up, un sistem de avertizare în caz de părăsire a benzii de circulație, lămpi direcționale cu xenon, suspensii hidropneumatice cu control electronic și un eleron care își schimbă poziția îln funcție de viteza de mers și de frînare.
Citroën C6 este prima mașină care a obținut 4 stele testul de protecție a pietonilor al EuroNCAP datorică designului inventiv: capota motorului se ridică puțin în cazul în care un om sau un animal este lovit și ridicat pe capotă.